# Веронский палимпсест
Веронский Палимпсест или Фрагментум Веронезе (лат. Verona Palimpsest или Fragmentum Veronese)— рукопись, датируемая примерно 494 годом, содержит названия христианских орденов на латыни. Рукопись имеет многочисленные фактические неточности, однако на сегодняшний день является единственным источником латинской версии апостольской традиции.

## Описание
Рукопись состоит из 99 листов, из которых 33, 34, 61-97-й  занимает собственно палимпсест. Листы 1-32, 35-60 и верхний слой палимпсеста содержат датируемый VIII веком текст «Трех книг высказываний» (лат. Trium librorum sententiarum) Исидора Севильского (VII век). Текст нижнего слоя палимпсеста и листы 98-99 датируются концом V — началом VI в. Этот текст состоит из 2 частей, выполненных унциалом (1-я) и полуунциалом (2-я), и содержит консульские фасты, а также фрагментарно сохранившиеся латинские версии важных литургико-канонических памятников: Дидаскалии апостолов и т. н. Апостольского предания, что для реконструкции текста последнего памятника является одним из главных источников.
Расположение листов рукописи не соответствует порядку текста нижнего слоя. Предполагается, что первоначальная рукопись, к которой относятся листы, содержащие древний текст, принадлежала фонду Веронской библиотеки и была написана в ее скриптории.

## История
Этот палимпсест был обнаружен в 1896 году и полностью издан в 1900 году Эдмундом Холером. Дальнейший выпуск был издан Эриком Тиднером в 1963.
Рукопись сохранена в Библиотеке Дома Главы (Biblioteca Capitolare) в Вероне и пронумерована LV (olim 53). Это — палимпсест, в котором сентенции Исидора Севильского в 8-м веке были написаны по предыдущему содержанию, оно включает:
- Наставления апостолов (Didascalia Apostolorum) (из которых 32 листа (в общей сложности 86) были сохранены);

- Апостольское Церковное постановление (из которого 1,5 листа 4,5 общих количеств были сохранены);

- Египетскую церковь, более известную как Апостольская Традиция, (из которых 6,5 листов 11,5 общих количеств были сохранены). Главы 9 — 20, 22 — 25, и 39 и 40 отсутствуют полностью.